# Guido Pierleone
Guido Pierleone (nascido em Roma — falecido em Roma, 25 de abril de 1228) foi um bispo e cardeal italiano da Igreja Católica.

## Biografia
No consistório de 1205, foi criado cardeal-diácono de São Nicolau no Cárcere e nomeado vice-chanceler da Chancelaria dos Breves Apostólicos pelo Papa Inocêncio III. Em 1213, tornou-se o cardeal protodiácono.
Participou da eleição papal de 1216 na qual o Papa Honório III foi eleito. Como protodiácono, coroou o novo Papa.
Em 18 de dezembro de 1221 foi consagrado bispo e nomeado cardeal-bispo de Palestrina pelo Papa Honório III. Ele também foi legado papal na Lombardia.
Participou da eleição papal de 1227 que elegeu o Papa Gregório IX.

Guido Pierleone morreu em Roma em 25 de abril de 1228.